# Лі Хан Дон
Лі Хан Дон (кор. 이한동, 李漢東, Lee Han-dong; 5 грудня 1934 — 8 травня 2021) — корейський політик, тридцять третій прем'єр-міністр Республіки Корея.
До початку політичної діяльності був суддею. Від 1981 року був членом південнокорейського парламенту. Від грудня 1988 до серпня 1989 року очолював міністерство внутрішніх справ. 1997 року балотувався на пост президента країни, а 2000 його призначили на посаду голови уряду.